# Los peligros de Penélope
Los peligros de Penélope es el tercer episodio de la primera temporada de Thunderbirds, serie de televisión de Gerry Anderson para Supermarionation; fue el duodécimo episodio producido. El episodio salió al aire primero en ATV Midlands el 14 de octubre de 1965. Fue escrito por Alan Pattillo y dirigido por Alan Pattillo y Desmond Saunders.

## Sinopsis
Después del lanzamiento de un cohete impulsado por un nuevo combustible revolucionario, es secuestrado misteriosamente uno de los científicos que contribuyen al proyecto. Depende de Lady Penélope para seguir la pista de los culpables, excepto que su investigación la pone en el peligro mortal de un megalómano.

## Argumento
En Cabo Kennedy, dos científicos, el Sir Jeremy Hodge y profesor Borrender, observan el lanzamiento exitoso de la Sonda del Sol. Impulsado por un combustible convertido de agua de mar que usa su fórmula de máximo secreto, la nave espacial llevará un equipo de astronautas a la órbita del Sol par extraer el material de una prominencia solar.
Unas semanas después, Lady Penélope se encuentra al Sir Jeremy, realmente un fundador de Rescate Internacional, a medianoche en París. En el Restaurante Atalante, Hodge explica que Borrender ha estado perdido durante dos días. Después de una Conferencia Internacional en la ciudad, él tomó un monorriel de larga distancia pero desapareció antes de que llegara a Anderbad. Cuando Penélope se prepara a beber bebida, Parker estrella el vaso usando la ametralladora de FAB1, explicando que fue narcotizado. Un hombre sombrío, Dr Godber, huye rápidamente de una mesa vecina y no logra matar a Hodge. Sin embargo, Penélope recoge su paquete de cigarrillos, llevando un escudo oscuro.
Mientras Parker lleva a Penélope a su hotel, Sir Jeremy divulga que el combustible confidencial lo podría producir Borrender estando secuestrando. Si se emplea mal, podría contaminar los océanos del mundo o causar potencialmente caos político y una guerra mundial. Penélope pide que Parker reserve lugares para ella y Hodge en el próximo tren a Anderbad. En la Isla Tracy, Jeff despacha a Virgil, Alan y Gordon en el Thunderbird 2 a la salida del Túnel de Anderbad en caso de que Penélope encuentre cualquier problema en el paso del tren bajo los Alpes.
Al día siguiente, Penélope y Sir Jeremy viajan a los Archivos Heráldicos de París para averiguar más acerca del extraño escudo. Inspeccionando la evidencia, el dueño les dice que ellos pueden averiguar más investigando en la bóveda de abajo. Cuando la pareja desciende, sin embargo, él se quita una barba falsa y gafas para revelarse como Dr Godber. En el piso inferior, Penélope descubre un volumen grande sin telarañas como si hubiera sido usado recientemente. Al encontrar las páginas vitales descubren que han sido arrancadas y que alguien se anticipó a su llegada, la puerta se cierra de golpe y quedan encerrados con un letal gas que invade la bóveda. Como su atormentador hace una partida veloz, Penélope y Hodge son salvados por Parker que dispara el arpón trasero de FAB1 sujeta a la puerta de la bóveda y entonces acelera el automóvil, sacando la puerta de sus bisagras.
Cuando su tren parte de París, Penélope cuestiona al sirviente, Albert, de la desaparición de Borrender. Él mantiene fuertemente que él no ha oído hablar de ningún pasajero con ese nombre, pero inmediatamente regresa a informar a Godber e insiste que él no ha dicho nada. Después, en el vagón restaurante, Penélope descubre una nota malévola bajo su taza de té: "Tenga cuidado, usted está tratando con hombres capaces de todo". Entretanto, Godber golpea a Albert dejándolo inconsciente y lo tira fuera del tren. Parker, mientras siguiendo la ruta del tren en FAB1, no nota a Albert cuando él se tropieza mientras caminaba hacia la carretera.
Durante la noche, en su compartimiento Penélope se preocupa cuando ve la sombra de alguien bajo su puerta. Ella y Sir Jeremy lo siguen al compartimiento del equipaje dónde ellos atrapan Godber que verifica sus etiquetas equipaje. Diciendo que él ha reemplazado a Albert como sirviente, él sale rápidamente. Sin embargo, Parker confirma después que él es el mismo hombre que casi mató a Penélope en París cuando su releva una transmisión de video en su communicador.
Al alba, el Thunderbird 2 aterriza cerca de la salida del Túnel de Anderbad. Parker se apresura a bajar a la estación para encontrarse a Penélope y Sir Jeremy. En ese momento el tren entra en el túnel, sin embargo, cuando los vagones se sumergen en la oscuridad y el tren se detiene. Sospechando un fallo en la alimentación de corriente, Penélope se sobresalta cuando Godber aparece y les pide apuntándoles con una pistola caminar fuera del tren. Poco después, el tren sigue hacia la salida pero Parker informa que no hay señal de Penélope y Sir Jeremy en la estación. Alan y Parker salen para observar desde la montaña, Virgil y Gordon lanzan el Monobrake de la Vaina 6 y se dirigen al túnel.
En un escondite subterráneo dentro del túnel, Godber les dice a Penélope y a Sir Jeremy que él tiene el mando completo de todo tren que pase por ahí. Su segundo, Roache, abre la puerta de una celda para revelar a Borrender que fue secuestrado de la misma manera antes de que su tren llegara a la estación. Cuando los científicos se niegan a revelar su fórmula confidencial a Godber que planea usarla para sus propios fines él pide que Roache baja a Penélope en el camino del próximo tren atada a una escalera de mano. Con sólo nueve minutos antes de que el próximo tren pase, Hodge y Borrender, le recuerdan a Godber de los riesgos de emplear mal el combustible, pero sus advertencias no son tomadas en cuenta.
A bordo del Monobrake, Virgil y Gordon encuentran el escondite. Gordon se acerca a la puerta y abre fuego con su arma. Una intensa lucha entre Gordon y Godber sucede. Sir Jeremy persuade Roache para detener el tren, pero Godber dispara a su secuaz y dispara a la consola del mando para hacer al tren imparable. El toma de rehén a Borrender, Godber amenaza tirarlo delante del expreso a menos que Gordon se rinda, pero hermanos Tracy le tiran el arma de su mano. Entretanto, Virgil dispara con éxito a los alambres que sostienen a la escalera donde esta Penélope en el momento en que el tren pasa y se da prisa en cubrirla, dejándola ilesa.
Temiendo que hayan muerto en el túnel, Alan y Parker se contentan al ver al Monobrake dejar el túnel 20 minutos después del tren.
De vuelta en París, Penélope, Sir Jeremy y Alan esperan la llegada de Tin-Tin en el restaurante Atalante. Renuentemente, Penélope trae su vaso a sus labios, pero la única explosión es la de los fuegos artificiales, creando un despliegue deslumbrador.

## Reparto

### Reparto de voz regular
- Jeff Tracy — Peter Dyneley
- Scott Tracy — Shane Rimmer
- Virgil Tracy — David Holliday
- Alan Tracy — Matt Zimmerman
- Gordon Tracy — David Graham
- Tin-Tin Kyrano — Christine Finn
- Lady Penélope Creighton-Ward — Sylvia Anderson
- Aloysius "Nosey" Parker — David Graham

### Reparto de voz invitado
- Sir Jeremy Hodge — Peter Dyneley
- Profesor Borender — David Graham
- Dr Godber — Ray Barrett
- Albert — Matt Zimmerman
- Roache — David Graham
- Mesero — David Graham
- Coronel Benson — David Graham
- Reportero de TV - Matt Zimmerman

## Equipo principal
Los vehículos y equipos vistos en el episodio son:
- Thunderbird 1 (regresando Scott a casa de sus vacaciones)
- Thunderbird 2 (llevando la Vaina 6)
- Monobrake
- FAB1
- Monorriel Expreso a Anderbad
- Prueba del Sol

## Errores
- Durante el tiroteo entre Gordon y Godber, el color en la locomotora delantera del Expreso de Anderbad cambio de rojo y blanco a azul y plata